# Parastalita stygia
Genre
Espèce
Synonymes
- Stalita stygia Joseph, 1882
- Stalita gracilipes Kulczyński, 1897

Parastalita stygia, unique représentant du genre Parastalita, est une espèce d'araignées aranéomorphes de la famille des Dysderidae.

## Distribution
Cette espèce est endémique de Slovénie, Croatie et Bosnie-Herzégovine.

## Publications originales
- Joseph, 1882 : Systematisches Verzeichnis der in den Tropfsteingrotten von Krain einheimischen Arthropoden, nebst Diagnosen der vom Verfasser entdecken und bischer noch nicht beschreibenen Arten. Berliner Entomologische Zeitschrift, vol. 26, p. 1-50.
- Absolon & Kratochvíl, 1932 : Zur Kenntnis der höhlenbewohnenden Araneae des illyrischen Karstgebiete. Mitteilungen über Höhlen- und Karstforschung, vol. 1932, p. 73-81 (texte intégral).